# Sabu (film)
Pour les articles homonymes, voir Sabu.
Pour plus de détails, voir Fiche technique et Distribution.
Sabu (SABU さぶ, Sabu) est un film japonais réalisé par Takashi Miike, adapté d'un roman de Shūgorō Yamamoto et sorti en 2002.

## Fiche technique
- Titre : Sabu
- Titre original : SABU さぶ (Sabu?)
- Réalisation : Takashi Miike
- Premier assistant réalisateur : Masato Tanno
- Scénario : Hiroshi Takeyama d'après un roman de Shūgorō Yamamoto
- Musique : Kôji Endô
- Directeur de la photographie : Hideo Yamamoto (ja)
- Pays de production : Japon
- Langue originale : japonais
- Durée : 121 minutes
- Date de sortie :
  - Japon : 14 mai 2002 (diffusion à la télévision) - 5 octobre 2002 (sortie cinéma)[1]

## Distribution
- Tatsuya Fujiwara : Eiji
- Satoshi Tsumabuki : Sabu
- Tomoko Tabata : Onobu
- Kazue Fukiishi : Osue
- Kenji Sawada : Okayasu
- Naomasa Rokudaira : Matsuda
- Tatsuo Yamada : Ryojiro Kojima
- Yoshiki Arizono : Yohei
- Keisuke Horibe
- Ken'ichi Endō : Giichi
- Naomasa Musaka
- Mayuko Nishiyama : Osono
- Ren Osugi : Heizo
- Hiroshi Tamaki : Kinta
- Yōji Tanaka : Toku